# アルセン・ギチノフ
アルセン・ギチノフ（露: Арсен Гитинов、ラテン文字: Arsen Gitinov、1977年6月1日 - ）は、ロシア、キルギスのレスリング選手。ダゲスタン共和国トロンドダ出身。2000年シドニーオリンピックレスリングフリースタイル69kg級にロシア代表として出場し、銀メダルを獲得。2008年北京オリンピックにはフリースタイル74kg級にキルギス代表として出場したが、銅メダルを獲得したブルガリアのキリル・テルジエフに敗れた。

## 実績
- オリンピック
  - 2000年シドニーオリンピック 銀メダル